# Castelo de Maybole
O Castelo de Maybole (em inglês:  Maybole Castle) é um castelo  localizado em Maybole, South Ayrshire, Escócia.

## História
O castelo foi o local de residência dos Condes de Cassillis e ainda é propriedade da família detentora do título. É uma típica fortaleza defensiva, provavelmente do final do século XVI ou início do século XVII.
Encontra-se classificado na categoria "A" do "listed building" desde 14 de abril de 1971.